# Metapodoctis
Metapodoctis is een geslacht van hooiwagens uit de familie Podoctidae.
De wetenschappelijke naam Metapodoctis is voor het eerst geldig gepubliceerd door Roewer in 1915. 

## Soorten
Metapodoctis omvat de volgende 2 soorten:
- Metapodoctis formosae
- Metapodoctis siamensis